# Heteronebo scaber
Espèce
Synonymes
- Diplocentrus scaber Pocock, 1893
- Cazierius scaber (Pocock, 1893)
- Heteronebo jamaicae occidentalis Francke, 1978
- Heteronebo jamaicae portlandensis Francke, 1978
- Heteronebo franckei Stockwell 1985

Heteronebo scaber est une espèce de scorpions de la famille des Diplocentridae.

## Distribution
Cette espèce est endémique de Jamaïque

## Description
La femelle holotype mesure 34,5 mm.
La femelle décrite par Francke en 1978 mesure 31,30 mm.

## Systématique et taxinomie
Cette espèce a été décrite sous le protonyme Diplocentrus scaber par Pocock en 1893. Elle est placée dans le genre Cazierius par Francke en 1978 puis dans le genre Heteronebo par Teruel en 2009 qui dans le même temps place Heteronebo jamaicae jamaicae, Heteronebo jamaicae occidentalis, Heteronebo jamaicae portlandensis et Heteronebo franckei en synonymie. Heteronebo jamaicae a été relevée de cette synonymie par Santibáñez-Lopez, Francke et Prendini en 2014.

## Publication originale
- Pocock, 1893 : Contribution to our knowledge of the Arthropod fauna of the West Indies. Part I. Scorpiones and Pedipalpi. Scorpiones. Journal of the Linnaean Society, vol. 24, p. 374–404 (texte intégral).